# Hořice na Šumavě (stacja kolejowa)
Hořice na Šumavě – stacja kolejowa w miejscowości Hořice na Šumavě, w kraju południowoczeskim, w Czechach. Znajduje się na linii 194 Czeskie Budziejowice – Černý Kříž, na wysokości 635 m n.p.m..  

## Linie kolejowe
- 194: Czeskie Budziejowice – Černý Kříž